# Mesobrochus imbecillus
Mesobrochus imbecillus là một loài Trichoptera hóa thạch trong họ Polycentropodidae.